# Marcian Hoff
Marcian Edward "Ted" Hoff, Jr. (Rochester, 28 ottobre 1937), è un ingegnere e inventore statunitense.
È uno dei padri del microprocessore assieme a Federico Faggin, Masatoshi Shima e Stanley Mazor.

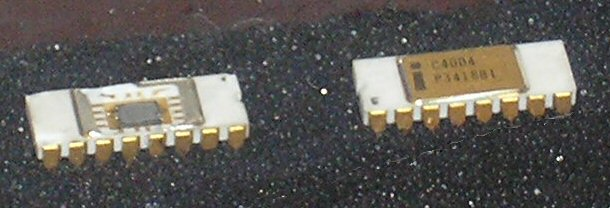
Processore Intel 4004

Ottenne il Bachelor in ingegneria elettronica nel 1958 al Rensselaer Polytechnic Institute. Ricevette la National Science Foundation Fellowship per iscriversi alla Stanford University, dove guadagnò il master nel 1959 ed il PhD nel 1962.
Impiegato all'Intel nel 1968, Hoff ha formulato l'idea dell'architettura del microprocessore nel 1969, mentre lavorava come capo del gruppo "Application Research"; da quel punto in poi si è dedicato ad altri progetti. Federico Faggin ha trasformato l'idea in un "design" innovativo, dall'aprile 1970 fino al completamento nel giugno 1971, indipendentemente da Ted Hoff.
Nel 1980 Hoff è stato nominato First Intel Fellow, la più alta posizione nella compagnia, che mantenne sino al 1983.
Nel 2010 ha ricevuto la Medaglia nazionale di tecnologia e innovazione per lo sviluppo dell'architettura del microprocessore.